# Toyota
Toyota Motor Corporation (japanski: トヨタ自動車株式会社, Hepburn: Toyota Jidōsha KK, IPA: [toꜜjota], engleski: /tɔɪˈoʊtə/) je japanski međunarodni proizvođač automobila sa sjedištem u gradu Toyoti, prefekturi Aichi, u Japanu. Godine 2017., Toyotina korporacijska struktura sastojala se od 364.445 zaposlenika diljem cijelog svijeta, a od listopada 2016. godine Toyota je po prihodima peta najveća tvrtka na svijetu. Od 2016. godine Toyota je najveći svjetski proizvođač automobila. Bila je prvi svjetski proizvođač automobila koji je proizveo preko 10 milijuna vozila u jednoj godini, što je postigla 2012. godine kada je proizvela svoje 200-milijuntno vozilo. U srpnju 2014. godine bila je najveća japanska tvrtka po tržišnoj kapitalizaciji (dvostruko vrednija od drugoplasiranog SoftBanka) i prihodima.
Toyota je vodeća svjetska marka u prodaji hibridnih električnih vozila, te jedna od najvećih tvrtki koja potiče usvajanje hibridnih vozila diljem svijeta. Kumulativna globalna prodaja Toyotinih i Lexusovih hibridnih osobnih automobila dosegla je brojku od 10 milijuna u siječnju 2017. godine. Njihov model Prius family je najprodavaniji hibridni model na svijetu, a do danas ih je u cijelom svijetu prodano više od 6 milijuna.

## Modeli

### Aktualni modeli dostupni u Hrvatskoj
Gradski:
- Aygo
- Yaris

Obiteljski:
- Corolla
- Corolla Sedan
- Corolla Touring Sports

SUV:
- Camry
- C-HR
- RAV4
- Highlander

Terenci:
- Hilux
- Land Cruiser

EV:
- Prius

Sportski:
- GR Supra

### Povijesni modeli
- Avensis
- Corolla Verso

## Formula 1
Od 2002. godine pa do 2009. godine Toyota je nastupala u Formuli 1. Momčad se zvala Panasonic Toyota Racing.

## Trkaći automobili s hibridnim pogonom
Toyota je ušla u povijest kao prvi proizvođač automobila koji je pobijedio na utrci s trkaćim automobilom na hibridni pogon. Pobjedu su ostvralili u Tokashi na 24-satnoj utrci sa Supra HV-R hybrid GT trkaćim automobilom.

## Vanjska poveznica
- Toyota Hrvatska
- Službena stranica Toyota F1 tima  Arhivirana inačica izvorne stranice od 22. kolovoza 2006. (Wayback Machine)